# La Bretonnière-la-Claye
La Bretonnière-la-Claye è un comune francese di 639 abitanti situato nel dipartimento della Vandea nella regione dei Paesi della Loira. È nato nel 1999 dalla fusione di La Bretonnière e La Claye.
Fu la residenza preferita della contessa Martin Gabrielle de Polastron, duchessa de Polignac.

## Società

### Evoluzione demografica
Abitanti censiti